# Tortyra sporodelta
Tortyra sporodelta là một loài bướm đêm thuộc họ Choreutidae. Nó được tìm thấy ở Peru và Costa Rica.